# Blonder als die Polizei erlaubt
Blonder als die Polizei erlaubt ist eine deutsche Fernseh-Komödie aus dem Jahr 2012. Der Film wurde unter dem Arbeitstitel Ein Sarkophag für zwei vom 31. Mai bis 27. Juni 2012 in Berlin gedreht. Die Erstausstrahlung war am 25. September 2012 in SAT.1. Dabei wurde der Film von 2,45 Mio. Zuschauern gesehen, was einem Marktanteil von 8,1 Prozent entsprach.

## Handlung
Die junge Polizistentochter Dana Geiss wäre selbst lieber Polizistin, anstatt als Wärterin in einem ägyptischen Museum zu arbeiten. Doch eines Tages kommt ihre Chance. Durch Zufall landet sie mit dem Undercover-Ermittler Nils in einem Sarkophag und wird somit in die Ermittlungen gegen den Kunsthändler Johannes Brecht hineingezogen. Es geht um geheime Spionageunterlagen, die Brecht aus dem Lande schmuggeln will. Um das zu verhindern, muss sich Dana als Nils Verlobte ausgeben. Dabei kommen sich beide näher.

## Kritiken
„Auf Turbulenz getrimmte (Fernseh-)Krimikomödie, die die unglaubwürdige Handlung mit den üblichen romantischen Aspekt garniert.“

„der Film ist trotz des debilen Titels eine Situationskomödie, die tatsächlich sehr oft funktioniert. Die Krimihandlung ist dabei reine Staffage, stört aber genauso wenig wie die recht unmotivierte Liebesgeschichte. Als Kollegen wider Willen harmonieren Grill [...] und Amft nämlich durchaus. Nur die Recherche hätte besser sein können: Dass Werbung für andere Sat.1-Krimiserien gemacht wird, mag man ja noch verzeihen. Auf keinen Fall aber, dass Nils sich als Fan der „sieben ,Lost‘-Staffeln“ outet: Es gibt nämlich nur sechs.“

„Von der mauen Story und manchen Logiklöchern einmal abgesehen, punktet die heiter-alberne Krimikomödie mit Tempo und vor der allem Chemie zwischen den brav-sympathischen Hauptdarstellern. […] Putzige Polizeiposse mit Romantikfaktor“